# Qasim Basir
Qasim Basir (* um 1981) ist ein US-amerikanischer Drehbuchautor und Filmregisseur.

## Leben
Qasim Basir wuchs in Ann Arbor und Detroit auf und wurde muslimisch erzogen. An der Wayne State University spielte er Football und wurde im Jahr 2002 Mitglied der ersten Mannschaft innerhalb der Great Lakes Intercollegiate Athletic Conference. Als Teenager hatte er eine besondere Beziehung zu zwei Filmen, die ihn dazu brachten, selbst Filme zu machen, Spike Lees Malcolm X und Steven Spielbergs Jurassic Park. Als seine Footballkarriere endete, entschloss er sich Filmemacher zu werden.
Nach der Vorstellung seines Kurzfilms Glimpse bei einem Filmfestival, wo er einen Preis gewann, bekam Basir die Unterstützung und etwas finanzielle Unterstützung, um einen darauf basierenden Langfilm zu drehen. Danny Glover, der Mitglied der Jury des Festivals war, bot ihm seine Dienste sowohl vor als auch hinter der Kamera an. Glover spielte in Mooz-Lum Dean Quincy Francis, einen hochrangigen Mitarbeiter einer Universität. Mooz-Lum handelt von einer afroamerikanischen, muslimischen Familie und wie ihr Leben durch die Anschläge vom 11. September verändert wurde. Basirs zweiter Spielfilm Destined kam im November 2017 in die US-Kinos. Sein dritter Spielfilm A Boy. A Girl. A Dream. mit Omari Hardwick und Meagan Good wurde im Januar 2018 beim Sundance Film Festival erstmals gezeigt.
Sein Filmdrama To Live And Die And Live mit Amin Joseph und Skye P. Marshall in den Hauptrollen feierte im Januar 2023 beim Sundance Film Festival seine Premiere. In dem Film spielen auch Basirs Schwester Maryam und seine Frau Samantha. James Anderson, ein langjähriger Freund der Familie von Basir  und Vater des Rappers Big Sean spielt eine kleine Rolle in dem Film.

## Filmografie
- 2007: Glimpse (Kurzfilm, Regie und Drehbuch)
- 2010: Mooz-Lum (Regie und Drehbuch)
- 2016: Destined (Regie und Drehbuch)
- 2018: A Boy. A Girl. A Dream. (Regie und Drehbuch)
- 2018: Baggage (Kurzfilm, Drehbuch)
- 2023: To Live And Die And Live (Regie und Drehbuch)
- 2025: The Dutchman (Drehbuch)

## Auszeichnungen
American Black Film Festival
- 2016: Auszeichnung für die Beste Regie mit dem Grand Jury Prize (Destined)[5]

Black Reel Award
- 2012: Nominierung für das Beste Drehbuch (Mooz-Lum)
- 2012: Nominierung für die Beste Regie (Mooz-Lum)[6]

Sundance Film Festival
- 2018: Nominierung für den Publikumspreis – Best of Next! (A Boy. A Girl. A Dream.)
- 2023: Nominierung für den NEXT Innovator Award (To Live And Die And Live)